# 닌텐도 스페이스 월드
닌텐도 스페이스 월드(일본어: 任天堂スペースワールド, 영어: Nintendo Space World)는 닌텐도가 개최하는 비디오 게임 전시회로, 이전에는 닌텐도 월드, 닌텐도 64 스페이스 월드, 슈퍼 패미컴 스페이스 월드, 패미컴 스페이스 월드, 소신카이(初心会)라는 이름으로 열렸다. 닌텐도는 대체로 이 행사에서 새로운 콘솔이나 휴대용 게임기를 공개하였다. 다른 비디오 게임 전시회와는 다르게 부정기적으로 행사가 열린다. 행사 개최 여부는 주로 7월 중순에 정해지며, 항상 일본 교토(닌텐도 본사)나 도쿄 중 한 곳에서 열린다. 첫 행사는 1989년 열렸다.

## 공개 시스템
- 닌텐도 게임큐브
- 게임 보이 어드밴스
- 닌텐도 64
- 닌텐도 64DD
- 닌텐도 3DS